# 柏木俊一
柏木 俊一（かしわぎ しゅんいち、1894年（明治27年） - 1971年（昭和46年））は、日本の画家。

## 来歴
現在の静岡県伊豆の国市（韮山町）出身。父の柏木敏三郎は近藤喜則の子で、柏木忠俊の女婿となり、私立伊豆学校監事（事務長）であった。
従兄の近藤浩一路の影響で美術を志向し、県立韮山中学校に入学する。澤田政廣は在学中の写生仲間であった。
中学卒業後、上京し本郷洋画研究所に入所、藤島武二の指導を受ける。後に梅原龍三郎に師事。龍三郎の数多くの伊豆来訪や、疎開先（大仁町）の紹介などもこの交流からである。
岸田劉生らと交流しながら草土社に出展。春陽会、国画会で活躍した。劉生が遺した彫像作品は2点のみであるが、そのうちの一つが『男の首（柏木氏の首）』である。中川一政、武者小路実篤らとの知遇もあった。浩一路に倣った水墨画では柏山人と号している。
妻は阿部次郎の妹・礼子。阿部家の学者兄弟4人で共著出版した書籍『根芹』の装画は俊一であった。
静岡県立美術館に作品の多くが所蔵されている。
次男の柏木俊秀も画家。